# Río Vulan
El río Vulan (del ruso: Вулан) es un río del krai de Krasnodar, en la costa del mar Negro, en el sur de Rusia. Discurre por el municipio de Arjipo-Ósipovka del ókrug urbano de la ciudad de Gelendzhik.

## Curso
Nace en las vertientes meridionales del Cáucaso occidental, a unos 400 m de altura, cerca del paso Vulanski, que une su cuenca y la del Río Shebsh, y discurre en dirección suroeste en su curso alto y medio, girando hacia el sur al norte de Arjipo-Osipovka. Tras atravesar esta localidad costera, desemboca en la bahía de Vulan del mar Negro. El río en algunos periodos puede ser muy poco caudaloso, sin embargo en época de crecidas, su nivel puede subir hasta 4 m. Sus principales afluentes son el Morozovka (izquierda), el Lévaya Shchel y el Tekos (derecha). Tiene 29 km de longitud.